# Kees A. Schouhamer Immink
Kees (« Korneis ») Antonie Schouhamer Immink (né le 18 décembre 1946 à Rotterdam) est un ingénieur néerlandais en théorie de l'information. Il est l'un des inventeurs du Compact Disc (CD, DVD et Disque Blu-ray).

## Biographie
Il a reçu son diplôme de l'École polytechnique de Rotterdam en 1967, son master en ingénierie électrique en 1974 et un doctorat à l'université de technologie d'Eindhoven.
De 1967 à 1998, il travaille au Philips Research Labs d'Eindhoven. Il fonde en 1998 la Turing Machines Inc., qu'il préside actuellement.
Il est l'un des inventeurs du Compact Disc (CD, DVD et Disque Blu-ray).